# Kecamatan Jati (distrikt i Indonesien, lat -7,22, long 111,31)
Kecamatan Jati är ett distrikt i Indonesien.   Det ligger i provinsen Jawa Tengah, i den västra delen av landet, 500 km öster om huvudstaden Jakarta.